# الفارس الأسود (فلم 2001)
الفارس الأسود (بالإنجليزية: Black Knight) هو فيلم كوميدى إنتاج 2001 من بطولة مارتن لورنس. قام بالإخراج جيل جنجل المشهور بأعماله التلفزيونية المسلسلة.
تم إطلاق الفيلم في نوفمبر 2001 ووصل إجمالي دخله 39976235 دولار في جميع دور العرض السينمائية.
وقد صور الفيلم في أماكن مختلفة في ولاية كارولاينا الشمالية. المواقعين الرئيسيين المستخدمين في ولاية كارولينا الشمالية كانا ويلمنجتون وشاطئ كارولاينا، شمال كارولاينا.

## وصلات خارجية
- مقالات تستعمل روابط فنية بلا صلة مع ويكي بيانات

  - إعلان الفلم على يوتيوب